# Decadimento del protone
Il decadimento del protone è un fenomeno di decadimento della particella protone, non ancora osservato, ma previsto da alcuni modelli teorici della teoria della grande unificazione che sono argomento di dibattito tra i fisici teorici.

## Motivazioni teoriche
In base alle conoscenze attuali di fisica delle particelle il protone è una particella stabile. Ciò vuol dire che esso non decade in altre particelle. Questo è dovuto alla conservazione del numero barionico nei processi elementari. Infatti il barione più leggero è proprio il protone. Tuttavia, alcuni modelli teorici della grande unificazione (GUT), come il modello di Georgi–Glashow o il monopolo magnetico, prevedono processi di non conservazione del numero barionico, tra cui il decadimento del protone. Quindi analizzando il decadimento protonico sarebbe possibile ricavare informazioni sulle teorie di grande unificazione.
Per questo motivo nel mondo sono attivi diversi esperimenti che hanno come obiettivo quello di misurare la vita media del protone. Tale evento, però, se esiste è estremamente difficile da osservare e richiede apparati molto grandi e complessi. Attualmente esistono solo dei limiti sperimentali per i diversi canali di decadimento, tutti molto maggiori della vita media dell'universo. Ad esempio, uno dei canali di decadimento maggiormente studiato è il seguente:
{\displaystyle p\rightarrow \pi ^{0}+e^{+}}
con un limite inferiore per la vita media parziale pari a 1,6×1033 anni, cioè notevolmente superiore all'età dell'universo.
Questo decadimento conserverebbe il numero B-L.

## Numero barionico e la sua conservazione
La legge di conservazione del numero barionico è una legge fisica introdotta nell'ambito della fisica delle particelle: essa stabilisce che, nelle reazioni tra particelle, quando viene prodotto un certo numero di barioni un egual numero di antibarioni viene simultaneamente creato.
Per descrivere matematicamente questo fenomeno, è stato introdotto un nuovo numero quantico: il numero barionico, una variabile, indicata convenzionalmente con la lettera B. Si assegna a B il valore +1 se la particella considerata è un barione e il valore -1 se la particella considerata è un antibarione. Tenuto conto della struttura dei nucleoni, ai quark si assegna, di conseguenza, al numero barionico il valore +1/3 mentre agli antiquark viene assegnato -1/3. Tutte le altre particelle hanno numero barionico nullo.
Gli esperimenti dimostrano che il numero barionico si conserva in tutti i decadimenti e le reazioni fra particelle finora osservate. Una conseguenza immediata della conservazione del numero barionico è che anche il numero totale di quark meno quello degli antiquark coinvolti in una reazione si conserva.

## R-parità
La R-parità è un concetto di fisica delle particelle e di fisica teorica. Nell'estensione supersimmetrica del Modello Standard, il numero barionico e il numero leptonico non sono più conservati da parte di tutti gli accoppiamenti in una teoria rinormalizzabile.  La R-parità è una simmetria del gruppo {\displaystyle Z_{2}}  che agisce nel Modello standard supersimmetrico minimale (MSSM) e tale parità può essere definita come:
{\displaystyle R=(-1)^{2j+3B+L}}
dove: j è lo spin, B è il numero barionico e L il numero leptonico. Ogni particella del Modello Standard ha R-parità uguale ad +1, mentre la R-parità del partner supersimmetrico ha R parità -1.